# Dissin
Cet article concerne la ville chef-lieu. Pour le département et la commune urbaine, voir Dano (département).
Dissin est un village du département et la commune rurale de Dissin, dont il est le chef-lieu, situé dans la province de l'Ioba et la région du Sud-Ouest au Burkina Faso.

## Géographie

### Démographie
- En 2006, le village comptait 3 674 habitants recensés[1].

## Histoire
Depuis 2006, le village voisin de Koin-Tansien est administrativement détaché de celui de Dissin.

## Transports
Le village est traversé par la route nationale 20, qui la relie
- d'une part vers l'ouest jusqu'au village de Djikologo au carrefour de la route nationale 12 (reliant du nord au sud les principales localités de la région du Sud-Ouest, en passant à Diébougou et son aéroport et, depuis là, Bobo-Dioulasso par la route nationale 27),
- et d'autre part vers l'est en longeant la frontière avec le Ghana, jusqu'à la ville de Léo (et depuis là, la route nationale 6 reliant Ouagadougou).

## Santé et éducation
Dissin accueille le centre médical (CM) du département tandis que le centre médical avec antenne chirurgicale (CMA) de la province se trouve à Dano.
Le village possède un centre d'alphabétisation et quatre écoles primaires publiques (A, B, C et à Toyaga).

## Personnalités
- Evrard Somda (1981-), officier de la gendarmerie et homme d’État, est né à Dissin.